# Mogwai (chinesische Mythologie)
Ein Mogwai, seltener Mogui, (aus dem Chinesischen 魔鬼,  móguǐ, Jyutping mo1gwai2, kantonesisch mogwai; mit der Bedeutung „Teufel“, „teuflisch“, „böser Geist“ oder „Monster“) ist ein Wesen aus der chinesischen Mythologie.
Gemäß der traditionellen chinesischen Überlieferung handelt es sich bei Mogwais um dem Menschen feindlich gesinnte Dämonen. Die Folklore erzählt, dass die Kreaturen den Menschen gern böse Streiche spielten oder in Häusern große Verwüstungen anrichten würden. Außerdem verfolgten sie eigene Paarungszeiten, die im jahreszeitlichen Verlauf auf die Regenzeit fallen. Heute beschreibt Mogwai für gewöhnlich einen bösen Geist oder eine Kreatur ähnlich einem Gremlin. In daoistischen Exorzismusritualen werden Schwerter, die aus Pfirsichbaumholz gefertigt wurden, zur Abwehr von Mogwais verwendet. Ebenso werden vielerorts zur Abwehr der Dämonen (falsche) Geldscheine verbrannt und somit als Opfer dargebracht, um weiteres Unheil abzuwenden.
In der westlichen Kultur wurde im Film Gremlins – Kleine Monster von 1984 ein Mogwai namens „Gizmo“ gezeigt. Gizmo erscheint hier als eine kleine, flauschige Kreatur, die zunächst neugierig und freundlich ist. Bei falscher bzw. unsachgemäßer Behandlung (besonders aber bei Fütterung nach Mitternacht) jedoch verwandelt sich der Mogwai in einen hässlichen, koboldähnlichen Teufel mit reptilienartiger Haut, der sich nach Berührung mit Wasser rasend schnell vermehrt und eine ganze Kleinstadt verwüstet.